# 우크라이나 축구 협회
우크라이나 축구 협회(우크라이나어: Українська асоціація футболу; 영어: Ukrainian Association of Football; UAF)는 우크라이나의 축구를 관장하는 기관이다. 2019년 이전에는 우크라이나 축구 연맹(우크라이나어: Федерація Футболу України; 영어: Football Federation of Ukraine; FFU)으로 알려져 있었다. 국제 올림픽 위원회의 주체로서 UAF는 우크라이나 국가 올림픽 위원회의 회원이다. UAF는 또한 UEFA 및 FIFA와 같은 국제 축구 기구의 회원이다.
우크라이나 축구 협회는 비치 풋볼, 미니 풋볼, 스트리트 풋볼 등의 부정기 대회를 포함하여 축구 경기와 관련된 모든 스포츠 행사와 조직을 관장한다. 우크라이나 프로 리그, 우크라이나컵, 아미토리, 유소년(18세 이하) 대회, 우크라이나 축구 국가대표팀 등을 포함한 축구 대회가 주요 특징이다. 또한 프리미어리그와 프로 축구 리그로 규정하고 있다.
키이우에 본사를 두고 있으며, 축구 협회의 올림피스키 국립 스포츠 콤플렉스 근처에 있다.
이 기구는 1991년에 설립되었다. 1932년부터 1991년 사이에 소련 축구 연맹이 설립되면서 우크라이나 축구 연맹(우크라이나 SSR)이 존재하게 되었다. 우크라이나 SSR은 또한 자체 선수권 대회, 컵 대회, 아마추어 팀 간의 대회(체육 문화의 집합체)를 개최했으며, 소련의 스파르타키아드와 같은 소련 대회에만 참가하는 국가대표팀도 보유했다.

## 구조

### 주요 통치기관
모든 국가적으로 중요한 주요 결정은 우크라이나 축구 연맹 회의(FFU)에서 논의된다. 의회는 또한 연맹의 회장과 부회장(감독 내각)을 선출하고 회장단, 집행위원회, 지명위원회, 기타와 같은 여러 축구 정부 기관을 확인한다. 의회는 정부의 입법 기관에 더 가깝고 국가의 축구 발전을 위한 목표와 방향을 설정한다. 다양한 축구 정부 기관의 모든 공식 회의는 키이우의 "축구의 건축물"에서 열린다.
모든 구조적·조직적 문제는 집행위원회가 집행한다. 집행위원회는 약 30명으로 구성되며, 연방 감독 내각을 포함한다. 집행위원회를 보조하기 위해 비콘콤 회의를 조직하는 의장단이 존재한다. 의장단은 16명으로 구성되며, 그중 감독 내각의 구성원도 모두 포함한다.

### 위원회 및 단체위원
연맹은 또한 통제 징계 위원회(KDK)와 명칭 위원회라는 두 개의 정부 사법 기관을 가지고 있다. 그것들은 소규모 위원회들이고 우크라이나 축구 연맹 회의에 의해 확인된다.
위에서 언급한 조직 외에도 우크라이나의 축구 경기 조직을 보완하는 수많은 다른 위원회와 이사들이 있다. 그 중에서도 가장 중요한 것은 프로축구 위원회, 국가대표팀 위원회, 심판 위원회, 전문가 위원회, 프로축구의 전략적 발전을 위한 위원회 등이 있다.
지역별 연맹, 학생회, 독립리그, 여행사 등 다양한 공공단체가 포함된 연맹의 단체회원도 있다. 단체회원의 중요성은 한 사람 한 사람이 최대 3명의 대표를 의회에 위임하고, 회장직에 대한 독자적인 후보자를 발표할 수 있다는 것이다.

## 부패 척결
독일 시사주간지 《슈피겔》이 "UEFA 대금이 영국령 버진아일랜드에 어떻게 전달됐는가?"라는 제목의 수사 결과를 발표한 뒤 UAF는 우크라이나 국가수사국, 검찰총장실, 우크라이나 내무부 등을 상대로 흐리호리 수르키스 전 우크라이나 축구 연맹 회장이 수억 유로를 가로챈 범죄를 저질렀다고 주장했다.
《슈피겔》에 따르면 1999년부터 (약 15년간) UEFA는 축구 연맹(현재의 우크라이나 축구 협회)에 배정된 자금(일반적으로 3억 8천만 유로)을 해외 법인인 뉴포트 매니지먼트 주식회사로 이전했다.
이 회사는 영국령 버진아일랜드에 등록돼 있으며, 2000년부터 2012년까지 FFU 의장을 맡고 있으며, 2019년 2월까지 10년 이상 UEFA 집행위원회 위원을 맡고 있는 흐리호리 수르키스가 관리하고 있다).
2018년 3월, CFU 집행위원회에서 올렉산드르 반두르코 제1부회장은 2003년 흐리호리 수르키스와 함께 호레니치주 키이우 교외에 국가대표팀 훈련소를 건설한다고 발표하면서 200만 유로를 낭비했다는 비난을 받았다.
2020년 2월 19일, 안드리 파벨코는 FIFA 징계위원회 위원장직 사임서에 서명했다.
2022년 10월, FC 루크 리비우의 구단주인 흐리호리 코즐롭스키는 우크라이나 축구의 붕괴로 UAF 회장을 비난했다.
2022년 11월 29일, 안드리 파벨코 UAF 총재와 유리 사피소츠키 사무총장은 키이우 시 페체르카 구 정원의 명령에 따라 수감되었다. 그들의 채권은 9,880,000 흐리우냐로 설정되었다.